# Titus Iulius Pollio
Titus Iulius Pollio (vollständige Namensform möglicherweise Titus Iulius Titi filius Pollia Pollio) war ein im 1. Jahrhundert n. Chr. lebender Angehöriger des römischen Ritterstandes (Eques). Durch zwei (unvollständig erhaltene) Inschriften, die auf 61/62 datiert werden, sind einzelne Stationen seiner Laufbahn bekannt.
Pollio war wahrscheinlich Primus Pilus, bevor er Tribun der Cohors XV Urbana und der Cohors IIII Praetoria wurde. Danach war er vermutlich ein zweites Mal Primus Pilus, bevor er Statthalter (Procurator) in der Provinz Sardinia wurde. Er wird von Tacitus in den Annalen erwähnt; daraus geht hervor, dass er von Nero im Jahr 55 den Auftrag erhielt, Neros Stiefbruder Britannicus mit Hilfe der Giftmischerin Locusta zu vergiften.
Pollio war vermutlich in der Tribus Pollia eingeschrieben. In einer Inschrift, die bei Annecy gefunden wurde, ist ein Titus Iulius Voltinia Ustus Pollio aufgeführt. Falls er mit Pollio identisch ist, wäre seine Tribus aber Voltinia gewesen und der in der Inschrift erwähnte Titus Iulius Ustus wäre dann wahrscheinlich ein Verwandter. Die beiden sind möglicherweise in einer weiteren (unvollständig erhaltenen) Inschrift aufgeführt.